# Drepanoptila holosericea
Drepanoptila holosericea là một loài chim trong họ Columbidae.